# Interactions de la psychanalyse
Les Interactions de la psychanalyse questionnent, au niveau épistémologique et interdisciplinaire, le rapport qu'entretient la psychanalyse avec d'autres champs du savoir, notamment dans le domaine des sciences humaines et sociales et de la culture en général.

## Historique et définition
Dans un article intitulé L'Intérêt de la psychanalyse (Das Interesse an der Psychoanalyse, 1913) paru simultanément en allemand et en français à Bologne dans Scientia, « revue internationale de synthèse scientifique », il apparaît qu'« il s'agit moins pour Freud de recenser les différents champs d'application possibles de la psychanalyse que d'aborder celle-ci du point de vue des “nombreux domaines du savoir pour laquelle elle est intéressante” ». En dehors de l'intérêt qu'elle présente pour la psychologie (exposé dans la première partie), la seconde partie de l'essai montre l'intérêt que présente la psychanalyse « pour les sciences non psychologiques ». Dans cette seconde partie, « la plus originale », selon Alain de Mijolla, il est ainsi question de l'intérêt que peut avoir la psychanalyse pour d'autres disciplines comme les « sciences du langage », la philosophie, la biologie, l'« histoire du développement », l'« histoire de la civilisation », l'esthétique, la sociologie et la pédagogie,,.
Pour Sophie de Mijolla-Mellor, qui en a introduit la notion au niveau de la recherche à l'université et réfère à Freud dans son texte sur L'Intérêt de la psychanalyse, il s'agit avec les « interactions de la psychanalyse » ainsi désignées, et au-delà même de l'ancienne psychanalyse appliquée, d'une autre façon de penser l'interdisciplinarité qui consiste à se « situer dans les interstices des disciplines », le point de contact étant aussi le lieu d’une séparation. Être dans l’interdisciplinaire consisterait à « faire ressortir la différence des approches disciplinaires vis-à-vis d’un même objet. ».

## Psychanalyse et psychologie

### Freud et la psychologie
Même si les rapports de la psychanalyse et de la psychologie restent une question épineuse, de nombreux textes de Sigmund Freud  montrent que ce dernier « n'a jamais éprouvé la moindre difficulté [...] à faire de la psychanalyse une partie ou la base même de la psychologie »
. Toutefois, à partir de 1953, la plupart des psychanalystes français ont jugé bon de les séparer. La psychanalyse n'est pas seule en jeu, le philosophe Yvon Brès note une réaction contre le « psychologisme » dans de nombreuses autres disciplines : en rechercher les origines éclairerait, selon lui, « d'un jour intéressant toute l'histoire de la philosophie et des sciences depuis la fin du XVIe siècle ». Ce qui est en jeu, estime-t-il, « c'est seulement la possibilité, pour une psychologie du comportement, de participer à la mise au jour de ces structures spatio-temporelles dynamiques qui [...] correspondraient aux différentes modalités de la sexualité prégénitale ».

### Psychanalyse, psychopathologie et psychothérapies
La psychanalyse a évolué en reprenant des éléments de psychothérapies, comme celle par l'hypnose d'abord pratiquée par Freud et en particulier en étudiant la relation entre l'hypnotiseur et l'hypnotisé, relation qui représente la forme la plus ancienne de la relation psychothérapique. L'étude, la critique et l'évolution des modalités d'investissement de la relation thérapeutique ont conduit à la théorisation du transfert et du cadre divan/fauteuil de la cure analytique.
Alors que la vision de Groddeck, à savoir que toute maladie est due à un trouble psychique, ne fait pas l'unanimité parmi les psychanalystes, plus tard[réf. nécessaire], la notion de psychosomatique prendra de l'importance avec par exemple Pierre Marty, Michel Fain, Michel de M'Uzan.

## Psychanalyse et médecine
Michael Balint mettra en place des groupes Balint, groupe d'échanges et réflexion entre psychanalystes et médecins sur leurs pratiques respectives à partir d'études de cas.
Plusieurs services hospitaliers de soins somatiques associent des psychanalystes dans leurs équipes.

## Psychanalyse et philosophie
La psychanalyse s'inspire entre autres de notions philosophiques. Freud, bien que méfiant vis-à-vis des "systèmes" philosophiques, s'inspira par exemple de Friedrich Nietzsche, de Schopenhauer, de Franz Brentano.

## Psychanalyse et art
Freud a écrit Un souvenir d'enfance de Léonard de Vinci en 1910, puis Le Moïse de Michel-Ange en 1914. Il note dans sa correspondance qu'il considère son premier essai à moitié comme une fiction romanesque. De même Lacan rappelait que Freud a toujours marqué avec un infini respect qu'il entendait ne pas trancher de ce qui, de la création artistique, faisait la véritable valeur.
Freud considère le refoulement ou la sublimation, satisfaction pulsionnelle détournée, comme des concepts fondamentaux de la psychanalyse. La sublimation serait dans ce cas l'effort de l'artiste pour engendrer une satisfaction ne passant pas par l'acte, sinon celui de créer. Cette approche tenterait donc de réduire la qualité d'une œuvre d'art à son contenu latent, sa signification inconsciente[réf. nécessaire]. La notion de sublimation est discutée par d'autres chercheurs, Melanie Klein, Deleuze et Guattari, René Girard, Jean-François Lyotard) ainsi qu'en esthétique, en histoire de l'art et dans les cultural studies, et encore actuellement par les Lacaniens[précision nécessaire].

## Psychanalyse et pédagogie
Sigmund Freud publie en 1913 son essai L'Intérêt de la psychanalyse, où il montre, entre autres, l'intérêt « pédagogique » (Das Pedagogische Interesse) de la psychanalyse pour les éducateurs. Dans son texte Sur la psychologie du lycéen, conférence qu'il donne devant les élèves de son ancien lycée en 1914, il évoque les phénomènes transférentiels attachés à la position d'élève. Il évoque les trois métiers impossibles que sont selon lui « éduquer, soigner et gouverner ». Il confie à Anna Freud, sa fille, la tâche d'appliquer la psychanalyse à la pédagogie. Avant elle, Sándor Ferenczi, Oskar Pfister, Hans Zulliger  et Melanie Klein s'étaient intéressés à la pédagogie psychanalytique. Plus récemment et en francophonie, les travaux de Mireille Cifali, de Jeanne Moll et de Jacques Lévine, de Claudine Blanchard-Laville, ou encore de Francis Imbert articulent psychanalyse et pédagogie, sur le plan de l'application de la psychanalyse.

## Psychanalyse et histoire
Selon l'historien et épistémologue François Dosse, les relations entre la psychanalyse et l'histoire sont loin d'être paisibles, même si elles ont beaucoup de problèmes qui les rassemblent. Parmi ceux-ci, Dosse évoque les approches respectives des deux disciplines, qui se situent entre « la narrativité, la temporalité du récit » d'une part, et « des aspirations scientifiques » (cohérence, rapports de causalité) d'autre part. Alors que  « la cure a pour visée paradoxale de changer le passé », ainsi que le montre Conrad Stein dans L'enfant imaginaire, c'est cependant « mission impossible » pour l'historien  qui est coupé du passé « par une rupture infranchissable, celle qui oppose les générations vivantes des disparus », comme pour le psychanalyste « qui échoue sur une structure d'incomplétude du sujet analysant ».
La notion d'après-coup en psychanalyse qui relie passé et présent, peut aussi intéresser l'historien.
Un certain rapport analogue à la temporalité et à la subjectivité  rapproche également les deux disciplines. Par exemple, Pierre Nora a défini en 1987 le « genre nouveau » que représente l' égo-histoire , en partant  du « postulat que l'historien éclaire l'histoire qu'il écrit, quelle que soit sa spécialité, en dévoilant sa propre histoire ».

## Psychanalyse et anthropologie
Selon Bertrand Pulman, le débat entre psychanalyse et anthropologie s'amorce dans les années 1920 en Grande-Bretagne avec William Halse Rivers Rivers (1864-1922) - surtout connu pour ses travaux sur le trouble de stress post-traumatique - en 1918 et Charles Gabriel Seligman (1873-1940) en 1924, tous deux médecins de formation confrontés aux névroses traumatiques de guerre du conflit mondial de 1914-1918.
Ce n'est qu'avec Géza Róheim (1891-1953) en 1950 et Georges Devereux (1908-1985) en 1951 qu'une véritable anthropologie psychanalytique verra le jour.

## Psychanalyse et religion
La pensée de Jacques Lacan est moins critique à l'égard de la religion, et a inspiré plusieurs auteurs chrétiens, notamment Louis Beirnaert, Françoise Dolto, Denis Vasse, Antoine Vergote ou encore Thierry de Saussure.